# マルテ・ルディン
マルテ・ルディン（ドイツ語: Malte Ludin, 1942年 - ）はドイツの映画監督。男性。

## 人物
ナチス・ドイツのSA高官でスロバキア大使を務め、戦後チェコスロバキア政府に処刑されたハンス・ルディンの末子としてスロバキアのブラチスラヴァで生まれた。戦後ベルリン自由大学で政治学を学んだ。マルテは自分の父についてのドキュメンタリー・フィルムとして『2 oder 3 Dinge, die ich von ihm weiß（彼について私が知っている二、三の事柄）』を撮影した。2007年1月24日、映画はマンハッタンのフィルム・フォーラムで公開された。

## 参考資料
- Scott, A.O. (2007, January 24). Our Father, the Nazi Zealot: A Family Grapples With Its Burdens and Blind Spots. The New York Times, p. B5